# مايكل زولو
مايكل زولو (بالإنجليزية: Michael Zullo) مواليد 11 سبتمبر 1988 في بريزبان، هو لاعب كرة قدم أسترالي يلعب مع نادي ملبورن سيتي كلاعب وسط.

## المسيرة الاحترافية

### أندية لعب لها
- نادي أوترخت
- نادي ملبورن سيتي

## روابط خارجية
- مايكل زولو على موقع الاتحاد الدولي (مؤرشف)  (الإنجليزية)
- مايكل زولو على موقع قاعدة بيانات كرة القدم.إي يو (الإنجليزية)
- مايكل زولو على موقع ناشيونال فوتبول تيمز (الإنجليزية)
- مايكل زولو على موقع Soccerway.com (الإنجليزية)
- مايكل زولو على موقع عالم كرة القدم.نت (الإنجليزية)